# إدغار ديغا
إدغار ديغا (بالفرنسية: Edgar Degas) فنان تشكيلي ورسام ونحات وكاتب فرنسي.

## حياته
ولد في 19 يوليو 1834 م في باريس ب شارع سانت جورج، كان من رواد الحركة الانطباعية، ظهرت براعته في رسم راقصات الباليه.من 1845 إلى 1853 درس دوغاس في مدرسة لويس الكبير الثانوية ورغم اهتمامه بالرسم إلا أنه تابع دراسته في معهد الحقوق التي لم يكمل دراسته بها وذلك في 1853م. بعد ذلك قام بتربص في مرسم الفنان التشكيلي فيليكس جوزيف بارياس. ارتياده لمتحف اللوفر مع أبيه أوغيست دوغا هو ما جعله يحب فن الرسم والنحت. في 1855 م تعرف بالفنان التشكيلي جان أوغست دومينيك آنغر الذي لم يخف عنه حبه للرسم.في 1856م قام دوغاس برحلة إلى إيطاليا بحيث كانت له الفرصة لرؤية لوحات الفنان الإيطالي جوتو دي بوندوني الذي قال فيه مقولته المشهورة (آه ! جوتو !دعني أرى باريس، وأنتِ، باريس، دعيني أرى جوتو !). فور وصوله إلى إيطاليا ذهب مباشرة إلى مدينة نابل حيث أقام عند جده روني هيلار دوغاس (rené hilaire de gas) هنالك اين رسم صورة جده العجوز. وأثناء زيارته لمدينة روما تعرف على الفنان غوستاف مورو الذي زار معه العديد من المتاحف في روما. في صيف 1858م زار كل من (فلورانسا، فيتارب، اورفييتو، اسيز واريزو) اين استمتع بالطبيعة. ليعود إلى باريس في مارس 1859م ليقول بعدها دوغاس لصديقه فالارن (valernes) بأن رحلته إلى إيطاليا هي من أسعد مراحل حياته. ما بين عام1855م إلى 1865 كرس وقته لرسم لوحات تاريخية التي في معظمها كانت كبيرة المقاييس. أثناء حرب الفرنسية-الألمانية في 1870م التي شارك دوغاس فيها جندي مشاة ظهر نقصه في الرؤيا من خلال تمرين التسديد بالبندقية. وبعد مرحلة الحرب الصعبة وفي عام 1872م يسافر من جديد مع اخيه الشاب رونى إلى لندن ومن ثم إلى نيويورك ثم إلى نيو أورليونز عند خاله ميشال ميسون (michel musson) الذي يدير مكتباً لبيع القطن، حيث مكث لمدة خمسة أشهر في لويزيان ولم يرجع إلى باريس حتى فيفري عام 1873م. لقد شارك في كثير من المعارض للانطباعيين وعرض أعماله حتى في لندن عام 1883م. وحتى عام 1892م ترك دوغاس الرسم بالألوان الزيتية. وفي 1901م أصبح دوغاس شبه أعمى وأصبح لا يستطيع الرسم إلا على مقاييس كبيرة وبخطوط عريظة. وقد توفي في 27 سبتمبر 1917م ودفن في مقبرة مونتمارتر بفرنسا.

## روابط خارجية
- إدغار ديغا على موقع الموسوعة البريطانية (الإنجليزية)
- إدغار ديغا على موقع ميوزك برينز (الإنجليزية)
- إدغار ديغا على موقع إن إن دي بي (الإنجليزية)
- إدغار ديغا على موقع ديسكوغز (الإنجليزية)